# Johann Heinrich Schmelzer
Johann Heinrich Schmelzer (c.1620-1623 - entre el 29 de febrer i el 20 de març de 1680) va ser un compositor austríac i violinista de l'època barroca. Se saben poques coses dels seus primers anys, però sembla que va arribar a Viena durant la dècada de 1630, i es va mantenir com a compositor i músic a la cort dels Habsburg durant la resta de la seva vida. Va gaudir d'una estreta relació amb l'emperador Leopold I, va ser ennoblit per ell, i es va elevar al rang de mestre de capella el 1679. Va morir durant una epidèmia de pesta només mesos després d'aconseguir aquest lloc.
Schmelzer va ser un dels violinistes més importants de l'època, i una influència important en compositors alemanys i austríacs per a violí posteriors. Va dibuixar contribucions substancials al desenvolupament de la tècnica del violí i va promoure l'ús i el desenvolupament de la sonata i la suite a Àustria i al sud d'Alemanya. Fou el compositor austríac més destacat de la seva generació, i va tenir una gran influència sobre Heinrich Ignaz Biber.

## Biografia

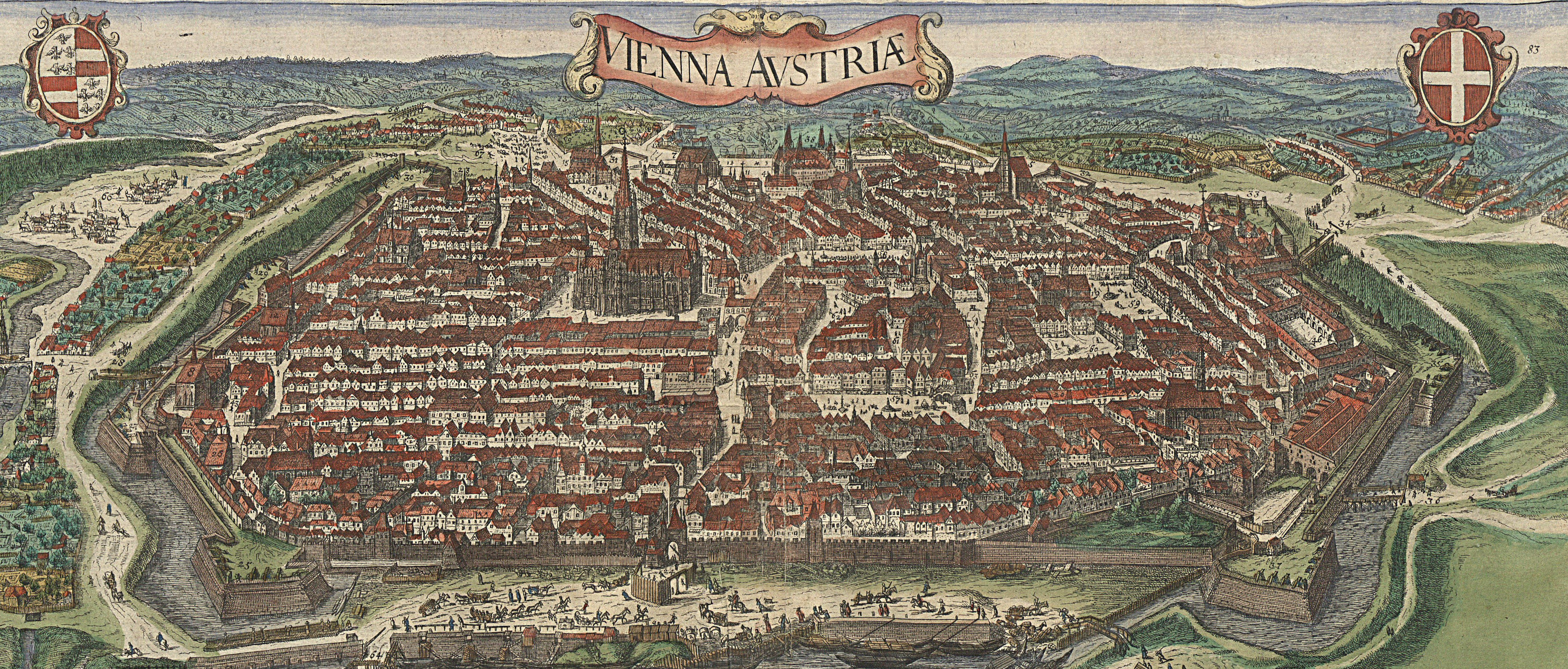
Vienna el 1609, dibuix fet el 1609 per Jacob Hoefnagel i pintat el 1640 per Claes Jansz Visscher

Schmelzer va néixer a Scheibbs, Baixa Àustria. Res se sap dels seus primers anys, i la major part de la informació que sobreviu sobre els seus antecedents va ser explicada pel mateix compositor en la seva petició d'ennobliment de 1673. Va descriure el seu pare com a soldat, però en un altre document, el certificat de matrimoni de 1645 de la germana de Schmelzer, Eva Rosina, apareix com a forner. Schmelzer no esmenta el nom del seu pare, però en el certificat de matrimoni d'Eva Rosina se l'anomena Daniel Schmelzer. En qualsevol cas, no és clar on i de qui Schmelzer va rebre l'educació musical primària. Les seves activitats abans de 1643 són igualment desconegudes, el compositor s'esmenta per primera vegada en un document del 28 de juny de 1643, relatiu al seu primer matrimoni. En aquest, Schmelzer és un cornetto de la Catedral de Sant Esteve de Viena. La data de la seva arribada a Viena és desconeguda, però probablement va treballar a la capella de la cort a la fi de la dècada de 1630, sota el regnat de Ferran II i, després de 1637, de Ferran III. Els col·legues de Schmelzer a la capella eren compositors distingits com Johann Jakob Froberger, Giovanni Valentini i Antonio Bertali.
Schmelzer va ser nomenat oficialment violinista de la cort el 1649. El coneixement de la seva posició, funcions i activitats és incompleta. Pel que sembla, va saltar a la fama com a virtuós del violí, així com a compositor, i va gaudir d'una estreta relació amb l'emperador Leopold I, que era un patró ben conegut de les arts i compositor ell mateix. Schmelzer va començar a publicar la seva música el 1659. Va ser nomenat vice - Kapellmeister el 13 d'abril de 1671, on tingué molts alumnes entre ells en Christian Heinrich Aschenbrenner. El 14 de juny 1673, després que el compositor va sol·licitar l'ennobliment, l'emperador va ascendir-lo a les files de la noblesa; Schmelzer va afegir llavors von Ehrenruef al seu nom. Finalment, després que el seu predecessor Giovanni Felice Sances hagués mort, Schmelzer va esdevenir mestre de capella l'1 d'octubre de 1679. Per desgràcia, va caure víctima de la pesta a principis de 1680, i va morir a Praga, on la cort vienesa es va traslladar en un intent d'evadir l'epidèmia.
Quatre dels seus fills són coneguts: el compositor Andreas Anton Schmelzer (26 novembre 1653 a 13 octubre 1701); el compositor menor Peter Clemens Schmelzer (28 juny 1672 a 20 setembre 1746); el sascerdot jesuïta Franz Heinrich Schmelzer (nascut el 27 de juny 1678); i George Joseph Schmelzer (sense més dades).